# Xabier Pikaza
Xabier Pikaza Ibarrondo (Orozco, 12 de junio de 1941) es un teólogo español, especialista en teología bíblica e historia de las religiones.

## Biografía

### Orígenes y estudios
Pikaza nació en Orozco (Vizcaya, España) en 1941. Ingresó en la Orden de la Merced, dentro de la cual fue ordenado presbítero de la Iglesia católica. Cursó estudios de Teología en la Universidad Pontificia de Salamanca, disciplina en la que se doctoró en 1965. Más tarde se doctoró en Filosofía en la Universidad de Santo Tomás de Roma (1972) y se especializó en Filología Bíblica en el Instituto Bíblico (Roma).

### Trayectoria docente
En 1972 comienza a dar clases en la Facultad de Teología en la UPSA, pasando a ser catedrático de dicho centro en 1975. En 1985, la Congregación Vaticana para Seminarios y Universidades y la Congregación para la Doctrina de la Fe le niegan el nihil obstat por sus ideas sobre temas de teología dogmática, por lo que no puede enseñar en universidades de la Iglesia. En 1989 se le vuelve a conceder el nihil obstat, pero para dar clases de fenomenología e Historia de las Religiones, no de teología dogmática. Retomó su trabajo como catedrático en la UPSA hasta que fue cesado de nuevo por problemas doctrinales en 2003. Durante este tiempo abandona la orden mercedaria y el sacerdocio, contrayendo matrimonio con María Isabel Pérez Chaves.
Ha desarrollado una enorme actividad, desde charlas a decenas de libros y artículos publicados en revistas y enciclopedias. Fue uno de los 9 expertos que no eran ni políticos, víctimas, testigos, o funcionarios del estado, que la Comisión de Investigación de los atentados del 11 de marzo en Madrid llamó para que diera su opinión y aportara su conocimiento de las implicaciones de este asunto, y lo evaluara desde su área de conocimientos sobre religiones.

## Títulos académicos
- Doctor en Teología por la Universidad Pontificia de Salamanca (1965), con una tesis sobre Dialéctica del Amor en Ricardo de San Víctor
- Doctor en Filosofía  por la Universidad de Santo Tomás de Roma (1972), con una tesis sobre Exégesis y filosofía en R. Bultmann
- Licenciado y candidato a doctor en Sagrada Escritura por el Instituto Bíblico de Roma (1972)[3]

## Obras y publicaciones
- Compañeros y amigos de Jesús. La Iglesia antes de Pablo, Sal Terrae, Camargo 2024
- Los caminos adversos de Dios. Lectura de Job, San Pablo, Madrid 2020
- Ciudad Biblia. Una guía para adentrarse, perderse y encontrarse en los libros bíblicos, Verbo Divino, Estella 2019
- Palabras originarias para entender a Jesús, (Xabier Pikaza y Vicente Haya), San Pablo, Madrid 2018
- Ejercicio de amor. Recorrido por el Cántico Espiritual de san Juan de la Cruz, San Pablo, Madrid 2017
- Evangelio de Mateo. De Jesús a la Iglesia, Verbo Divino, Estella 2017
- Gran diccionario de la Biblia, Verbo Divino, Estella 2015.
- La familia en la Biblia, Verbo Divino, Estella 2014
- Historia de Jesús, Verbo Divino, Estella 2013
- Teodicea. Itinerarios del hombre a Dios, Sígueme, Salamanca 2013
- Evangelio de Marcos. La Buena Noticia de Jesús, Verbo Divino, Estella 2012
- Diccionario de pensadores cristianos,  Verbo Divino, Estella 2010
- Diccionario de las religiones monoteístas (en colaboración con Abdelmunin Aya), Verbo Divino, Estella. 2010
- Palabras de Amor. Guía del amor humano y cristiano,  Desclée de Brouwer, Bilbao 2007
- Diccionario Bíblico. Historia y Palabra,  Verbo Divino, Estella 2007
- Enchiridion Trinitatis, Sec. Trinitario, Salamanca 2005
- Violencia y religión en la historia de occidente,  Tirant lo Blanch, Valencia 2005
- Un autor se confiesa, en Frontera PM 36 (2005)
- Dios es Palabra. Teodicea Bíblica, Sal Terrae, Santander 2004
- Violencia y diálogo de religiones. Un proyecto de paz, Sal Terrae, Santander 2004
- Las grandes religiones. Historia y actualidad, Ediciones Témpora, Madrid 2002
- Monoteísmo y  Globalización. Moisés, Jesús, Mahoma, Verbo Divino, Estella 2002 (traducción al portugués, Brasil)
- Sistema, Libertad, Iglesia. Las instituciones del Nuevo Testamento (Trotta, Madrid 2001) [trad. italiana y portuguesa]
- El Fenómeno Religioso (Trotta, Madrid 2000).
- Los carismas de la Iglesia. Presencia del Espíritu Santo en la historia (con N. Silanes), Secr.Trinitario, Salamanca 1999
- Teología y palabra de Dios, en J. Bosch, Panorama de la teología española, EVD, Estella 1999, 499-516.
- El Espíritu Santo en los orígenes de la Iglesia (con S. Guijarro y E. Romero Pose), Universidad de Deusto 1998
- El Señor de los ejércitos. Historia y teología de la guerra. PPC, Madrid 1997
- Pensar a Dios (con W. Pannemberg y B. Forte), Secretariado Trinitario, Salamanca 1997
- Las siete palabras de X. Pikaza, PPC, Madrid 1997
- El Señor de los ejércitos, PPC, Madrid 1996
- Diccionario Teológico El Dios cristiano (con N. Silanes)  Secretariado Trinitario, 1992 (Trad. Portuguesa)
- Hombre y mujer en las religiones, Verbo Divino, Estella 1996
- La Mujer en las grandes religiones,  Desclée de Brouwer, Bilbao 1991
- El Misterio de Dios, San Pio X , Madrid 1990
- Dios como Espíritu y Persona, Secretariado Trinitario, Salamanca 1989
- Hijo eterno y Espíritu de Dios, Secr. Trinitario, Salamanca 1987
- Hermanos de Jesús y servidores de los más pequeños (Mt 25, 31-46), Sígueme, Salamanca 1984
- El Espíritu Santo y Jesús, Secretariado Trinitario, Salamanca 1982
- Experiencia religiosa y cristianismo (Sígueme, Salamanca 1981)
- María y el Espíritu Santo,  Secretariado Trinitario, Salamanca 1981 (trad. portuguesa)
- Evangelio de Jesús y praxis marxista (Marova, Madrid 1977)
- Las dimensiones de Dios. La respuesta de la Biblia, Sígueme, Salamanca 1973
- La Trinidad en la Biblia (con S. Cipriani, D. Mollat), Secretariado Trinitario, Salamanca 1973
- Exégesis y filosofía. El pensamiento de R. Bultmman y O. Cullmann, Casa de la Biblia, Madrid  1972.